# Herta Lindnerová
Herta Lindnerová (3. listopadu 1920, Bohosudov – 29. března 1943, věznice Plötzensee) byla odpůrkyně nacismu a účastnice protinacistického hnutí odporu česko-německého původu.

## Život
Pocházela z manželství Němce a Češky. Její otec Heinrich Lindner byl horníkem a členem komunistické strany. Právě on přivedl Hertu k odboji i politickému smýšlení. Matka Anežka byla za svobodna Němcová.
Chodila do německé školy, ale hovořila německy i česky.
Herta pracovala jako prodavačka nejprve v Drážďanech, později v Teplicích. Byla členkou Komunistického svazu mládeže. Po obsazení českého pohraničí Němci pomáhala v Drážďanech formovat odbojovou organizaci Lindenbrüder, která se maskovala jako horolezecké sdružení. V domácnosti Lindnerů nacházeli útočiště také ti, kteří utíkali z nacistického Německa.
V rámci odbojové činnosti Herta budovala, doplňovala a vybírala tzv. mrtvé schránky. Udržovala také kontakty mezi jednotlivými buňkami odboje a vybírala peníze na podporu rodin zatčených antifašistů.
V listopadu 1941 byla spolu s dalšími odbojáři včetně otce zatčena a vyslýchána v Teplicích a Mostě. Následně byla rok vězněna v Berlíně. Roku 1943 ji nacisté nechali popravit, její otec byl popraven o dva týdny později.
| „                                                                  | Můj milý, dobrý tatínku! … Ráda bych s tebou ještě mluvila, ale myslím, že je to takto lepší. Pro nás oba by to bylo velmi těžké. Buď prosím statečný a smiř se s nevyhnutelným, tak jako jsem to udělala já. Ráda bych Tě ještě jednou objala a poděkovala Ti za všechnu námahu a lásku. Tak jako jsme společně kráčeli životem, půjdeme spolu i na smrt. … Vroucně si přeji, abys byl aspoň Ty omilostněn. Srdečně Tě objímám a líbám, Tvá dcera Herta | “ |
| — z dopisu Herty Lindnerové otci během jejich věznění v Plötzensee | |   |

### Památka
Je po ní pojmenován park v Krupce, kde je instalována její busta od místního sochaře Pavla Kartáka.